# Bluesová pentatonika
Bluesová pentatonika (také mollová pentatonika nebo mollová pentatonická stupnice) je pojem z oboru hudební nauky, který je používán pro typ pětitónové hudební stupnice.

## Složení bluesové pentatoniky
Bluesová pentatonika je obvykle odvozována od diatonické mollové stupnice, ze které vznikne vynecháním jejího druhého stupně (sekundy) a šestého stupně (sexty).
Druhou možností, jak odvodit bluesovou pentatoniku, je použití pátého modu čínské pentatoniky.
Následující tabulka obsahuje seznam intervalů jednotlivých stupňů vzhledem k základnímu tónu. Jako příklad je použita bluesová pentatonika v a moll, jejíž notaci obsahuje výše uvedený obrázek.
| Stupeň | Interval     | a moll |
| ------ | ------------ | ------ |
| I      | Prima        | a      |
| II     | Malá tercie  | c      |
| III    | Čistá kvarta | d      |
| IV     | Čistá kvinta | e      |
| V      | Malá septima | g      |
| VI = I | Oktáva       | a      |

## Seznam bluesových pentatonik
Následující tabulka obsahuje kompletní seznam bluesových pentatonických stupnic podle tóniny.
| Tónina   | Složení                 | Předznamenání |
| -------- | ----------------------- | ------------- |
| ais moll | ais cis dis eis gis ais | 7#            |
| dis moll | dis fis gis ais cis dis | 6#            |
| gis moll | gis h cis dis fis gis   | 5#            |
| cis moll | cis e fis gis h cis     | 4#            |
| fis moll | fis a h cis e fis       | 3#            |
| h moll   | h d e fis a h           | 2#            |
| e moll   | e g a h d e             | 1#            |
| a moll   | a c d e g a             | žádné         |
| d moll   | d f g a c d             | 1b            |
| g moll   | g b c d f g             | 2b            |
| c moll   | c es f g b c            | 3b            |
| f moll   | f as b c es f           | 4b            |
| b moll   | b des es f as b         | 5b            |
| es moll  | es ges as b des es      | 6b            |
| as moll  | as ces des es ges as    | 7b            |

## Význam bluesové pentatoniky
Bluesová pentatonika je velice oblíbena například v country a blues rocku pro svou jednoduchost (jak co se týká prstokladů, tak co se týká melodického cítění).
Dalším důvodem je její harmonická nejednoznačnost - díky vynechání sexty (ve které se liší aiolský modus od dórského) a sekundy (ve které se liší aiolský modus od frygického) lze tuto stupnici například při improvizaci použít „ve smyslu“ kteréhokoliv z těchto modů. Lze jí tedy použít (například při improvizaci) pro tóniku a subdominantu v mollové tónině. V případě dominanty je situace o něco komplikovanější, protože často používaná harmonická moll vyžaduje durový dominantní akord, na který se již bluesová pentatonika "nevejde" bez určité opatrnosti a silného harmonického citu hudebníka.

## Základ pro bluesové stupnice
Bluesová pentatonika je považována za základní "kostru", na které jsou postavené ostatní bluesové stupnice. Ty vznikají z bluesové pentatoniky přidáním dalších tzv. "blue notes" (blue tónů) - například zmenšené kvinty, velké septimy nebo zmenšené kvarty.